# Kamurang (Cikalongkulon)
Kamurang is een bestuurslaag in het regentschap Cianjur van de provincie West-Java, Indonesië. Kamurang telt 2562 inwoners (volkstelling 2010).